# Werner Fraustadt
Werner Fraustadt (* 19. Januar 1886 in Annaberg; † 12. März 1959 in Bautzen) war ein deutscher Verwaltungsbeamter, Übersetzer, Schriftsteller und Bibliophiler.

## Leben
Fraustadt wurde 1921 in Leipzig promoviert. Er arbeitete anschließend als Verwaltungsbeamter in Chemnitz, ab 1936 als Regierungsrat in Bautzen. Von 1931 bis 1936 war er Vorsitzender des Vereins für Chemnitzer Geschichte und von 1930 bis 1936 Schriftführer der Gesellschaft der Bücherfreunde in Chemnitz. Von 1934 bis 1941 war Fraustadt Sekretär der Gesellschaft der Bibliophilen und von 1938 bis 1940 deren stellvertretender Vorsitzender.

## Schriften
- Die Entwicklung der wirtschaftlichen Dorfgemeinde zur politischen Landgemeinde im Churfürstentum und Königreich Sachsen von 1500 bis 1873. Leipzig, Univ. Diss. 1921.
- Wie Steinsdorf zu einer Schule kam. In: Vogtländisches Jahrbuch, Bd. 3 (1925), S. 28–31.
- Schönfels. In: Vogtländisches Jahrbuch, Bd. 5 (1927), S. 89–94.
- Gedichte. Selbstverlag, Plauen im Vogtland 1929.
- Das geschichtliche Chemnitz. In: Das Schöne Sachsen, Bd. 5  (1935), Heft 10, S. 49–50.

## Übersetzungen
- Venantius Fortunatus: Lieder für Radegunde, übersetzt von Werner Fraustadt, Gesellschaft für Bücherfreunde, Chemnitz 1931.
- Albius Tibullus: Erste Elegie an Delia, übersetzt von Werner Fraustadt, Poeschel & Trepte, Leipzig 1935.